# Pixiu

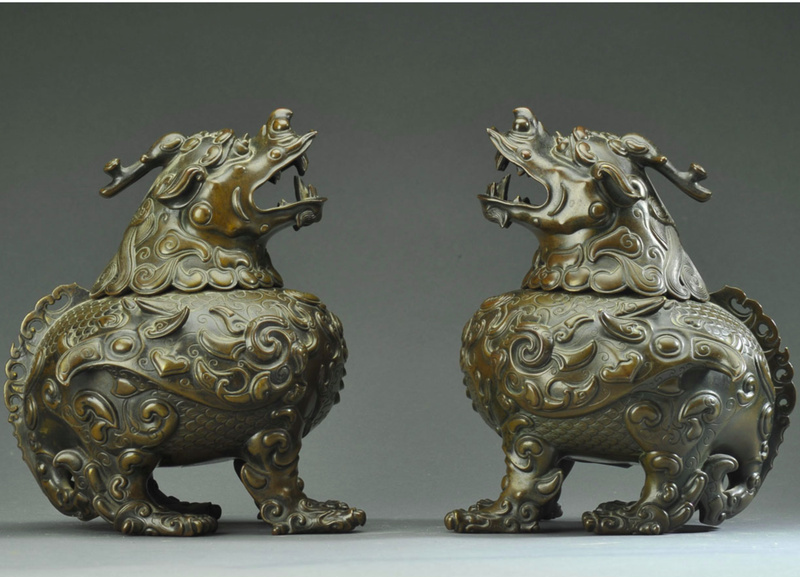
Pixiu

Il Pixiu o Pi Yao (Lingua cinese: 貔貅 ; pinyin: píxiū, cinese arcaico: bjii hiu) è una creatura della mitologia cinese, considerata come uno dei nove figli del drago ed è sovente utilizzato come amuleto, nei ciondoli di giada e posto a guardia di palazzi o templi.

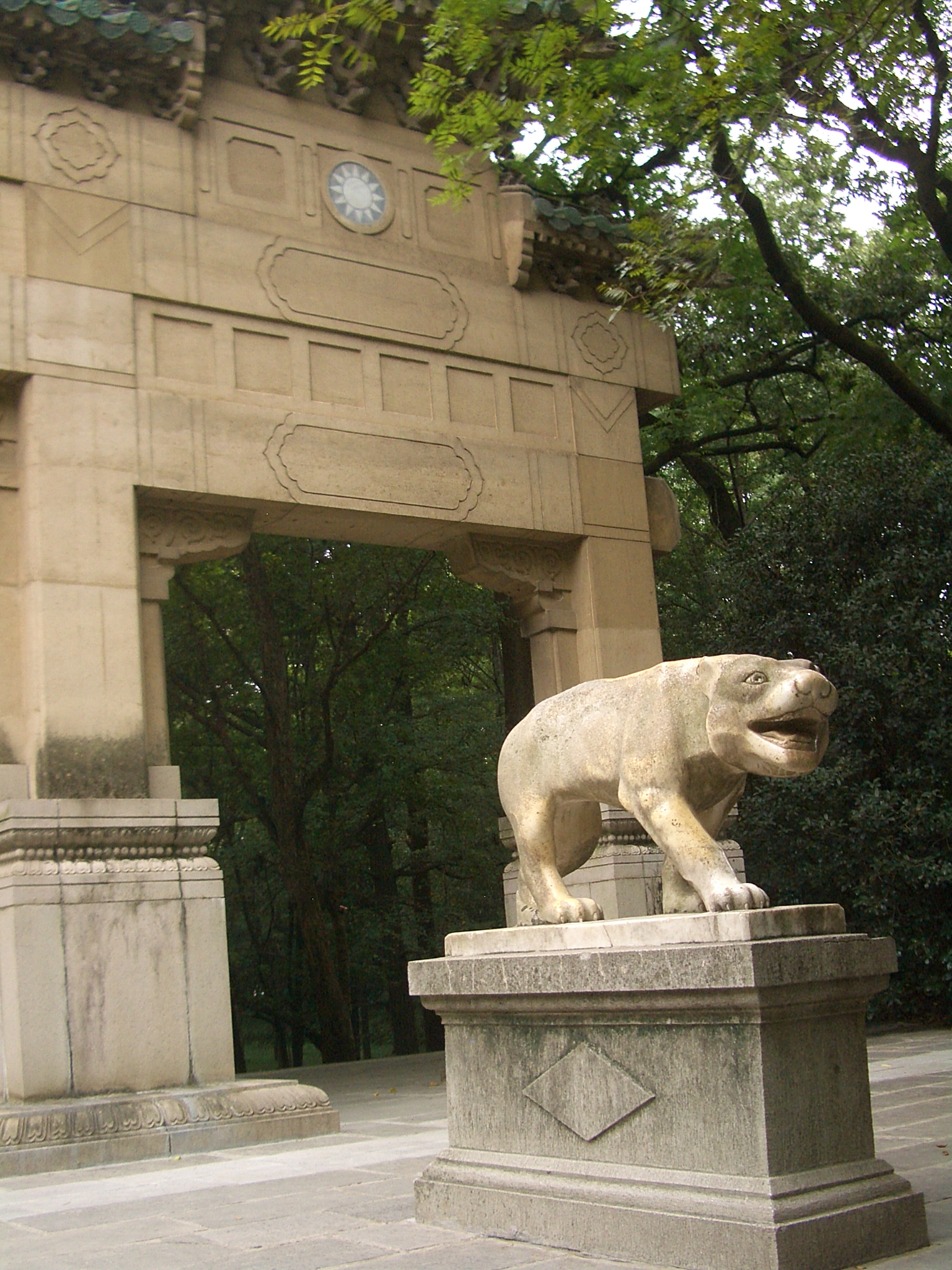
Una delle due tigri di pietra ("Shi Hu" 一对石虎) a guardia dell'ingresso del Tempio di Linggu a Nanchino

Secondo la tradizione ha il corpo di un leone alato e la testa di un drago, e si nutre solo di oro e di argento.
Il pixiu è considerato un protettore molto potente per i praticanti del Feng Shui.
Non bisogna confonderlo col Bixie, creatura simile o col Bixi, altro figlio del drago, che aveva una forma simile ad una tartaruga ed era utilizzata come base per le stele.